# Monumento a las víctimas del pogromo de Iași
El monumento a las víctimas del pogromo de Iași (en rumano: Monumentul Victimelor Pogromului de la Iaşi) es un monumento en forma de obelisco dedicado a las víctimas del pogromo de Iasi, que fue inaugurado oficialmente el 28 de junio de 2011 en frente de la Gran Sinagoga de Iasi, en el país europeo de Rumania. El obelisco de mármol negro sustituye un antiguo obelisco en memoria de las víctimas del pogromo fascista de Iaşi, que data del 28-29 de junio de 1941.